# Lionel Jeffries
Lionel Jeffries  (n. 10 iunie 1926 în Lewisham, Londra – d. 19 februarie 2010 în Poole, Dorset) a fost un actor, scenarist și regizor englez.

## Filmografie

### Ca actor
- Stage Fright (1950)
- Will Any Gentleman...? (1953)
- The Black Rider (1958)
- Windfall (1955)
- The Colditz Story (1955)
- The Quatermass Xperiment (1955)
- No Smoking (1955)
- All for Mary (1955)
- Bhowani Junction (1956)
- Jumping for Joy (1956)
- Up in the World (1956)
- The Baby and the Battleship (1956)
- Eyewitness (1956)
- Lust for Life (1957)
- High Terrace (1956)
- Hour of Decision (1957)
- Doctor at Large (1957)
- The Vicious Circle (1957)
- The Man in the Sky (1957)
- Blue Murder at St Trinian's (1957)
- Barnacle Bill (1957)
- Behind the Mask (1958)
- Girls at Sea (1958)
- The Revenge of Frankenstien (1958)
- 1958 Dunkirk (Dunkirk), regia Leslie Norman
- Up the Creek (1958)
- Further up the Creek (1958)
- Orders to Kill (1958)
- Nowhere to Go (1958)
- Law and Disorder (1958)
- The Nun's Story (1959)
- Please Turn Over (1959)
- Bobbkins (1959)
- Idle on Parade (1959)
- Jazz Boat (1960)
- Life is a Circus (1960)
- Let's Get Married (1960)
- Two-Way Stretch (1960)
- Tarzan the Magnificent (1960)
- The Trials of Oscar Wilde (1960)
- The Hellions (1961)
- Fanny (1961)
- Mrs. Gibbon's Boys (1962)
- Operation Snatch (1962)
- The Notorious Landlady (1962)
- Kill or Cure (1962)
- The Wrong Arm of the Law (1963)
- The Scarlet Blade (1963)
- Call me Bwana (1963)
- 1964 Crimă pe mare (Murder Ahoy!), regia George Pollock
- 1964 Corăbiile lungi (The Long Ships), regia Jack Cardiff
- The Truth About Spring (1964)
- First Men in the Moon (1964)
- You Must Be Joking! (1965)
- The Secret of My Success (1965)
- The Spy with a Cold Nose (1966)
- Drop Dead Darling (1966)
- Rocket to the Moon (1967)
- Camelot (1967)
- 1968 Chitty Chitty Bang Bang, regia Ken Hughes
- 12 + 1 (1969)
- Twinky (1969)
- Eyewitness (1970)
- Whoever Slew Auntie Roo? (1971)
- What Changed Charley Farthing? (1974)
- Royal Flash (1975)
- The Prisoner of Zenda (1979)
- Better Late Than Never (1982)
- A Chorus of Disapproval (1988)
- Abel's Island (1988)

### Ca scenarist-director
- The Railway Children (1970)
- Baxter! (1972)
- The Amazing Mr Blunden (1972)
- Wombling Free (1977)
- The Water Babies (1978)